# 库斯卡特兰省
库斯卡特兰省（西班牙語：Cuscatlán）是薩爾瓦多十四個省之一，位於該國中部，北、界全國最大河流倫帕河。面積756平方公里，是全國面積最小的省。人口229,260人（2006年）。首府科胡特佩克。
1835年建省，下分十七個自治市。
1. ↑   [Total population per department]. Portal Geoestadístico Resultados del Censo de Población y Vivienda 2024.   [13 November 2024]. （原始内容存档于2025-02-01） （西班牙语）.